# Рів'єр-Верт
Рів'єр-Верт (англ. Rivière-Verte) — село в Канаді, у провінції Нью-Брансвік, у складі графства Мадаваска.

## Населення
За даними перепису 2016 року, село нараховувало 724 особи, показавши скорочення на 2,7%, порівняно з 2011-м роком. Середня густина населення становила 108 осіб/км².
З офіційних мов обидвома одночасно володіли 340 жителів, тільки англійською — 5, тільки французькою — 365.
Працездатне населення становило 55,4% усього населення, рівень безробіття — 6%.
Середній дохід на особу становив $34 359 (медіана $27 307), при цьому для чоловіків — $40 995, а для жінок $27 711 (медіани — $35 712 та $21 376 відповідно).
24% мешканців мали закінчену шкільну освіту, не мали закінченої шкільної освіти — 39,7%, 37,2% мали післяшкільну освіту, з яких 31,1% мали диплом бакалавра, або вищий.
| Статево-вікова структура населення | Статево-вікова структура населення | Статево-вікова структура населення | Статево-вікова структура населення | Статево-вікова структура населення |
| ---------------------------------- | ---------------------------------- | ---------------------------------- | ---------------------------------- | ---------------------------------- |
|                                    |                                    |                                    |                                    |                                    |
| Всього                             | Всього                             | 48,3%51,7%                         |                                    |                                    |
| 0 — 14 років                       | 0 — 14 років                       |                                    | 12,4%                              | 12,4%                              |
| 15 — 64 років                      | 15 — 64 років                      |                                    | 66,9%                              | 66,9%                              |
| 65 і більше                        | 65 і більше                        |                                    | 20,7%                              | 20,7%                              |
| 85 і більше                        | 85 і більше                        |                                    | 2,1%                               | 2,1%                               |
| Середній вік (років)               | Середній вік (років)               | 47,345,0                           | 46,1                               | 46,1                               |
| Медіана (років)                    | Медіана (років)                    | 52,048,5                           | 50,1                               | 50,1                               |
| — чоловіки — жінки                 |                                    |                                    |                                    |                                    |

| Походження мешканців:     | Походження мешканців:     | Походження мешканців: | Походження мешканців: | Походження мешканців: |
| ------------------------- | ------------------------- | --------------------- | --------------------- | --------------------- |
| Походження                |                           |                       | осіб                  | %                     |
| Корінні американці        | Корінні американці        |                       | 10                    | 1.49%                 |
| Інше північноамериканське | Інше північноамериканське |                       | 630                   | 94.03%                |
| Європейське               | Європейське               |                       | 115                   | 17.16%                |
| британське                | британське                |                       | 20                    | 2.99%                 |
| французьке                | французьке                |                       | 105                   | 15.67%                |

## Клімат
Середня річна температура становить 3,2°C, середня максимальна – 22,1°C, а середня мінімальна – -20,8°C. Середня річна кількість опадів – 1 055 мм.
| Клімат поселення                              | Клімат поселення | Клімат поселення | Клімат поселення | Клімат поселення | Клімат поселення | Клімат поселення | Клімат поселення | Клімат поселення | Клімат поселення | Клімат поселення | Клімат поселення | Клімат поселення | Клімат поселення |
| Показник                                      | Січ.             | Лют.             | Бер.             | Квіт.            | Трав.            | Черв.            | Лип.             | Серп.            | Вер.             | Жовт.            | Лист.            | Груд.            |                  |
| Середній максимум, °C                         | −7,65            | −5,74            | 1,17             | 8,64             | 16,34            | 21,75            | 22,09            | 21,02            | 15,97            | 9,95             | 3,44             | −5,21            |                  |
| Середня температура, °C                       | −14,19           | −12,29           | −5,4             | 2,07             | 9,79             | 15,19            | 18,08            | 16,99            | 11,93            | 5,93             | −0,58            | −9,24            |                  |
| Середній мінімум, °C                          | −20,76           | −18,84           | −11,94           | −4,47            | 3,23             | 8,65             | 14,02            | 12,97            | 7,90             | 1,88             | −4,63            | −13,31           |                  |
| Норма опадів, мм                              | 86               | 68               | 69               | 67               | 86               | 88               | 109              | 102              | 92               | 94               | 94               | 100              |                  |
| Середньомісячна швидкість вітру, м/с          | 4.00             | 4.00             | 4.11             | 3.90             | 3.62             | 3.30             | 3.00             | 2.92             | 3.21             | 3.60             | 3.80             | 4.00             |                  |
| Середньомісячна сонячна радіація, кДж/м²·день | 5065             | 8406             | 12344            | 16019            | 18665            | 20376            | 19633            | 17216            | 12626            | 7699             | 4588             | 3810             |                  |
| --------------------------------------------- | ---------------- | ---------------- | ---------------- | ---------------- | ---------------- | ---------------- | ---------------- | ---------------- | ---------------- | ---------------- | ---------------- | ---------------- | ---------------- |
| Джерело:                                      |                  |                  |                  |                  |                  |                  |                  |                  |                  |                  |                  |                  |                  |